# Thysanopyga commendata
Thysanopyga commendata là một loài bướm đêm trong họ Geometridae.